# صعصعه بن صوحان
صعصعه بن صوحان (عربی: صعصعة بن صوحان) در سال ۵۹۸ میلادی، ۲۴ سال پیش از هجرت در قطیف، عربستان سعودی متولد شد. او از اصحاب علی بود و مورد احترام شیعه است.او از قبیله عبدالقیس و از بزرگان تابعین، خطیب و برادر زید بن صوحان بوده‌است. اگرچه در زمان حیات رسول خدا به دنیا آمد ولی او را ندید. زرکلی در کتاب الاعلام می‌نویسد که او در دارین در نزدیکی قطیف متولد شد. او شاعر و خطیبی ماهر بود که در جنگ صفین در سپاه علی بن ابی‌طالب شرکت داشت.
صعصعه توسط معاویه بن ابی‌سفیان به بحرین تبعید شد، و در سال ۶۶۶ میلادی، برابر با ۴۴ هجری درگذشت. قبر او در روستای عسکر قرار دارد و محل زیارت بسیاری از شیعیان است. درباره درگذشت او دو قول دیگر هم گفته شده است: به گزارش محسن امین در اعیان الشیعه تاریخ درگذشت او در زمان حکومت معاویه و در شهر کوفه واقع شده است. در نقل دیگر درگذشت او بعد از واقعه کربلا و در جنگ توابین بوده است.